# Yuchuanita-(Y)
La yuchuanita-(Y) és un mineral de la classe dels carbonats.

## Característiques
La yuchuanita-(Y) és un carbonat de fórmula química Y₂(CO₃)₃·H₂O. Va ser aprovada com a espècie vàlida per l'Associació Mineralògica Internacional l'any 2023, i publicada en el mes de març de 2024. Cristal·litza en el sistema triclínic. Químicament és molt propera a la tengerita-(Y) de la qual és l'homòloga menys hidratada.
L'exemplar que va servir per a determinar l'espècie, el que es coneix com a material tipus, es troba conservat a la col·lecció mineralògica del Museu Geològic de la Xina, a Beijing (República Popular de la Xina), amb el número de catàleg: M16142.

## Formació i jaciments
Va ser descoberta al dipòsit de coure de Yushui, situat al comtat de Mei, a Meizhou (Guangdong, República Popular de la Xina), on es troba de manera massiva i associada a bornita, calcopirita, galena, esfalerita, bastnäsita-(Y), xenotima-(Y), anhidrita i quars. Aquest indret és el primer a tot el planeta on ha estat descrita aquesta espècie mineral.